# Třída Braunschweig
Třída Braunschweig byla třída predreadnoughtů německého císařského námořnictva. Tvořilo jí celkem pět jednotek, zařazených do služby v letech 1904–1906. Účastnily se první světové války a po jejím skončení zůstaly ve výzbroji německé reichsmarine. Poslední byly vyřazeny ve 30. letech.

## Stavba
Celkem bylo postaveno celkem pět bitevních lodí této třídy. Do jejich stavby se zapojily loděnice Germaniawerft v Kielu, Schichau-Werke v Danzigu a AG Vulcan Stettin ve Štětíně. Kyly byly založeny v letech 1901–1902 a do služby byly přijaty v letech 1904–1906.
Jednotky třídy Braunschweig:
| Jméno        | Loděnice          | Založení kýlu | Spuštěna          | Vstup do služby    | Status |
| ------------ | ----------------- | ------------- | ----------------- | ------------------ | --- |
| Braunschweig | Germaniawerft     | 1901          | 20. prosince 1902 | 15. října 1904     | Roku 1916 převedena do rezervy, v letech 1921–1926 se vrátila do služby. Vyřazena 1931.                                                                                 |
| Elsass       | Schichau-Werke    | 1901          | 26. května 1903   | 29. listopadu 1904 | Od roku 1916 cvičná loď, v letech 1924–1930 se vrátila do služby. Vyřazena 1931.                                                                                        |
| Hessen       | Germaniawerft     | 1902          | 18. září 1903     | 19. září 1905      | Roku 1917 vyřazena a sloužila jako hulk. V letech 1924–1934 se vrátila do služby. Přestavěna na cílovou loď. Roku 1946 ji získal Sovětský svaz jako Cel. Vyřazena 1960. |
| Preußen      | AG Vulcan Stettin | 1902          | 30. října 1903    | 12. července 1905  | Roku 1916 převedena k pomocným úkolům. Od roku 1919 tendr minolovek. Vyřazena 1931.                                                                                     |
| Lothringen   | Schichau-Werke    | 1902          | 27. května 1904   | 18. května 1906    | Roku 1916 převedena k pomocným úkolům, od roku 1919 tendr minolovek. Vyřazena 1931.                                                                                     |

## Konstrukce

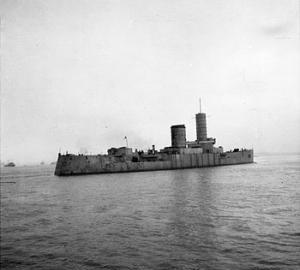
Hessen jako cílová loď

Hlavní výzbroj představovaly čtyři 283mm kanóny ve dvoudělových věžích na přídi a na zádi. Doplňovalo je čtrnáct 173mm kanónů, osmnáct 88mm kanónů, čtyři 7,9mm kulomety a šest 450mm torpédometů. Pohonný systém tvořilo čtrnáct kotlů a tři parní stroje s trojnásobnou expanzí o výkonu 17 000 hp, pohánějící tři lodní šrouby. Nejvyšší rychlost dosahovala 18 uzlů. Dosah byl 5200 námořních mil při rychlosti 10 uzlů.